# Площадь Подвойского
Пло́щадь Подво́йского (бывшая Привокзальная площадь) — площадь в южной части города Ярославля. Расположена между Московским вокзалом и Московским проспектом.

## История

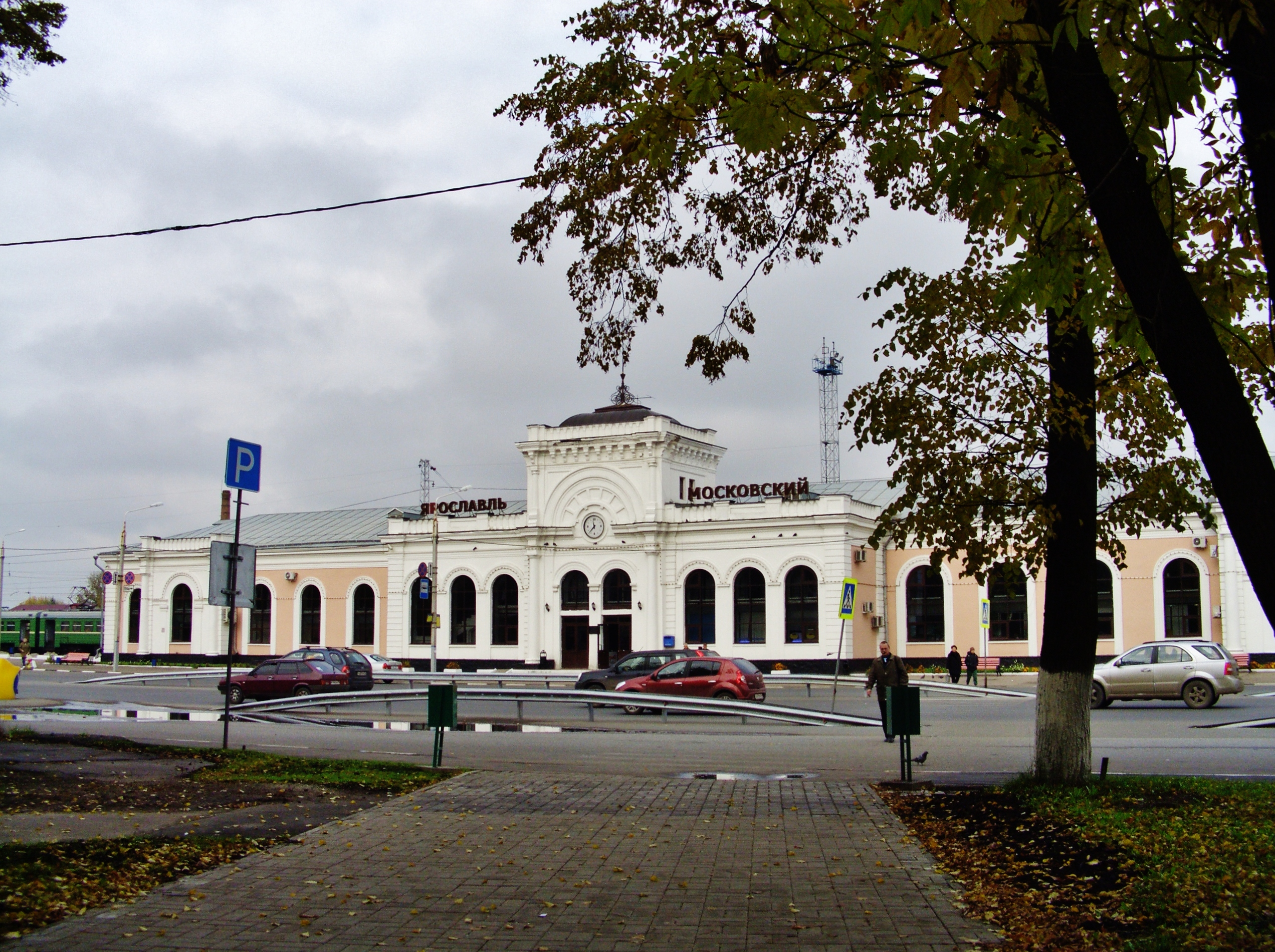
Здание вокзала

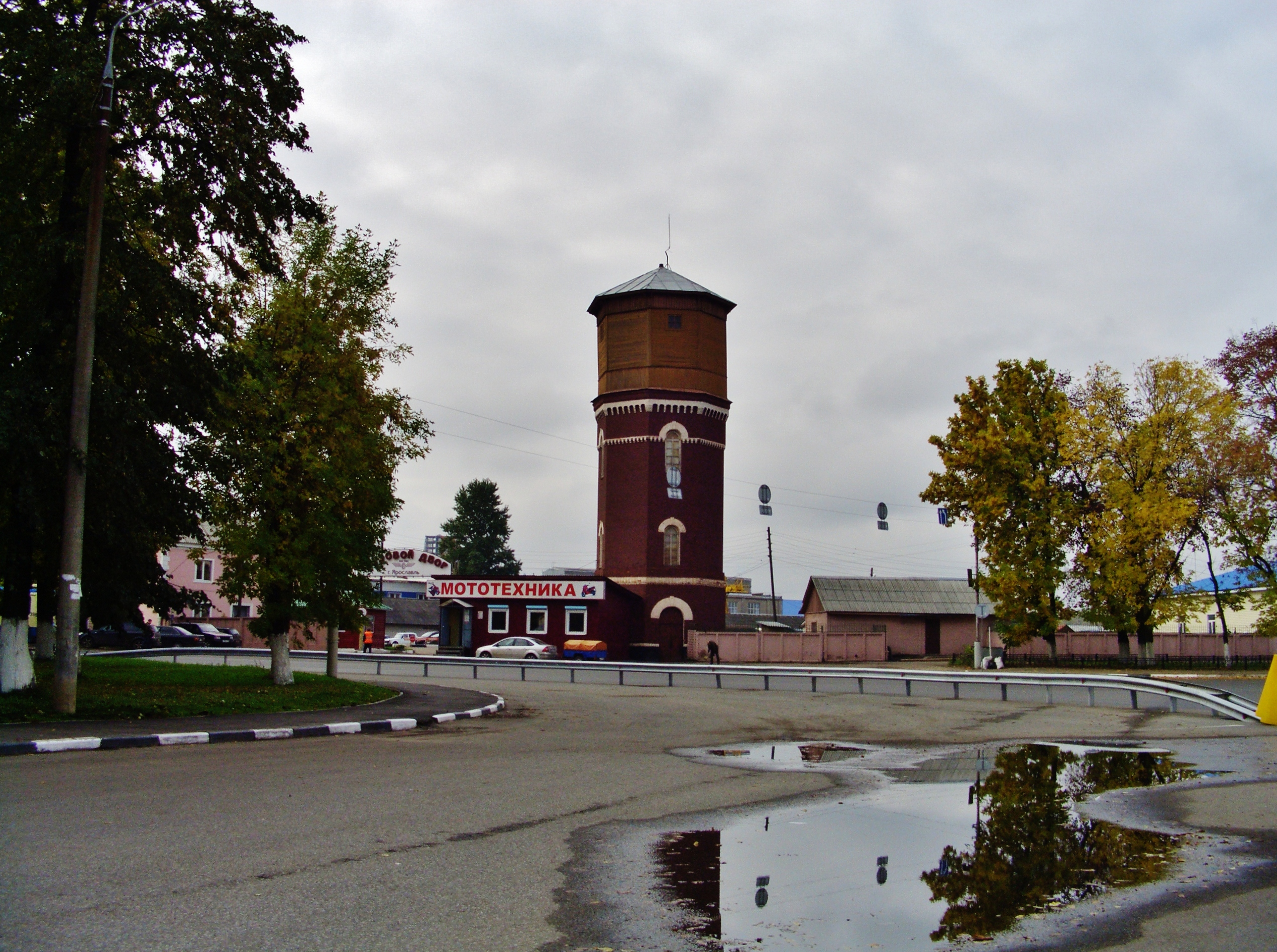
Водонапорная башня на площади

Площадь образовалась в 1870-х годах между вокзалом Московско-Ярославской железной дороги и Московским шоссе. По расположению рядом с вокзалом получила название Привокзальная площадь. На протяжении половины столетия Московский вокзал был главным в городе, что обуславливало большое значение площади. В 1899—1900 годах первая в городе трамвайная линия соединила Привокзальную площадь с Богоявленской.
В августе 1967 года по случаю празднования 50-летия Октябрьской революции Привокзальную площадь переименовали в площадь Подвойского в честь Н. И. Подвойского (1880—1948) — одного из организаторов этой революции.

## Здания и сооружения
- № 1 — Здание Московского вокзала

## Транспорт
На площади находится две остановки «Московский вокзал»:
- непосредственно у Московского вокзала, на которой останавливается А: 8, 13, 16, 41, 41б, 42 и М\т: 36, 37, 46, 47, 61, 81, 82, 96, 97.
- на Московском проспекте, на которой останавливается Тб: 5, 9; А: 2, 19, 33, 72, 76 и М\т: 71, 73, 91, 94, 98.